# Enik (Fahrradhersteller)

Logo von Enik

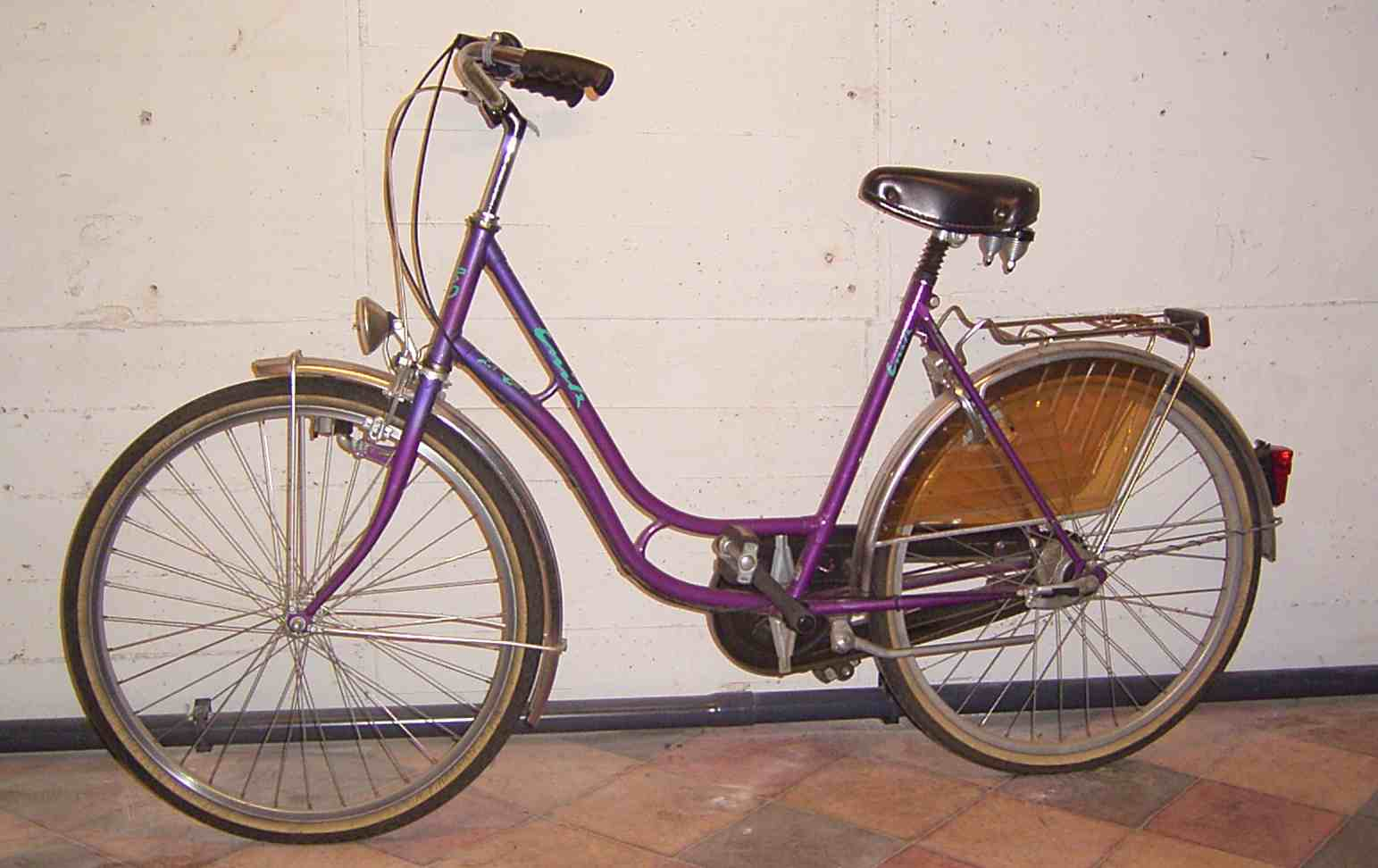
Enik Damenrad aus den 1990ern

Enik war ein deutscher Fahrradhersteller mit Sitz in Wenden (Nordrhein-Westfalen).
Das Unternehmen wurde 1945 in Arnsberg zunächst als Fahrradwerkstatt von Emil Niklas (daher der Firmenname) nach dessen Rückkehr aus der Kriegsgefangenschaft gegründet. Innerhalb von zehn Jahren hatte das Unternehmen 34 Mitarbeiter, bis 1955 wurden jährlich 100.000 Räder produziert, im Jahre 1980 rund 250.000 Renn-, Trekking-, City-, Jugend- und Kinder-Räder.
In den 1950er Jahren stellte Enik auch Mopeds her: In modifizierte und verstärkte Damenrad-Rahmen wurden Sachs-Einbaumotoren installiert.
Enik warb viele Jahre mit den handgelöteten Rahmen ihrer Räder. Die Löter schlugen nach der Fertigstellung ein Symbol in den Rahmen anhand dessen jederzeit überprüft werden konnte, wer den jeweiligen Rahmen gelötet hatte.
Die eigene Rahmenfertigung wurde Anfang der 1990er Jahre eingestellt, seitdem ließ Enik die Rahmen im Auftrag in Billiglohnländern fertigen. Lackiert, bestückt und montiert wurden die Räder allerdings weiterhin sämtlich in Wenden. Enik wurde besonders bekannt durch eines der ersten wirklich kindgerechten Fahrräder, den Pumuckl (benannt nach Ellis Kauts Koboldsfigur) das unter anderem für Kinderhände produzierte Bremsgriffe und einen Prallschutz aufwies.
Ebenfalls war Enik der erste Hersteller, der hydraulische Bremsen für Fahrräder anbot, die in Zusammenarbeit mit Magenwirth Technologies konstruiert wurden. Die Firma stellte neben klassischen Rennrädern aus Columbus Rohren (teilweise unterverchromt) und Tange auch Räder für den Bahnradsport her.
1971 übernahm Emil Niklas’ Sohn Anton Niklas das Unternehmen, das sich von nun an auch im Rennsportbereich engagierte und die Amateurmannschaft von NRW unterstützte. Am 1. Mai 2007 wurde wegen Zahlungsunfähigkeit und Überschuldung das Insolvenzverfahren eröffnet. Es folgte die Liquidation. Aus der Insolvenzmasse kauften zwei ehemalige leitende Mitarbeiter Teile der Produktion und eröffneten in der Nachbargemeinde von Wenden, Friesenhagen, ein neues Fahrradwerk unter dem Namen „N&W Cycle GmbH“. Dieses wurde 2015 ebenfalls liquidiert.